# PMMP
PMMP é uma banda finlandesa formada em 2002 na cidade de Helsinque.

## Discografia
Álbuns de estúdio
- 2003: Kuulkaas enot!
- 2005: Kovemmat kädet
- 2006: Leskiäidin tyttäret
- 2007: Puuhevonen
- 2009: Veden varaan

Compilações
- 2009: 2000-luku